# Долль, Биргит
Биргит Долль (9 марта 1958, Вена — 26 октября 2015, Вена) — австрийская актриса театра, кино и телевидения, а также театральный режиссёр. Её актёрская карьера началась в 20 лет, когда она начала играть в театре. С тех пор она много лет играла в разных спектаклях и снялась во множестве фильмов, её работы неоднократно отмечались наградами на различных фестивалях.

## Биография
Биргит родилась 9 марта 1958 года в Вене. В 19 лет она начала изучать профессию театрального актёра.
Долль была одной из самых плодовитых актрис в Австрии и Германии, она снималась как и в полнометражных фильмах, так и исполняла постоянные роли в длительных телесериалах.
В 2015 году Долль пережила тяжёлый инфаркт головного мозга и спустя 2 недели умерла от последствий инсульта.

## Оценки
- Корреспондент Der Spiegel писал о Долль: «Биргит Долль обладала необыкновенным сценическим обаянием, что сделало уроженку Вены одной из самых важных фигур на австрийской театральной сцене»[10].
- Маргарет Аффенцеллер (Der Standard[англ.]) отмечала: «Её всегда тянуло к Норе или Медее. Она чувствовала себя более связанной с сильными женскими персонажами»[6].